# Wessel Marais
Wessel Marais   (Colesberg, 28 de desembre de 1929 - Martèl, 27 de gener de 2013) va ser un botànic i col·leccionista de plantes sud-africà.

## Biografia
Wessel va néixer a Colesberg, província del Cap Septentrional, el 28 de desembre de 1929, el més petit dels deu fills de Barend Pieter Marais, l'últim ferrer i constructor de carretes de Colesberg, que era d'ascendència hugonota francesa. Va estudiar a la Universitat de Pretòria (1947-1951) on va obtenir un M.Sc. en Botànica per la tesi 'A Morphological study of an indigenous species of rice, Oryza barthii A. Chev.'. Després (1952) es va incorporar al National Herbarium (PRE) on va realitzar treballs de camp durant una pràctica al Parc Nacional Kruger i a Namíbia. De 1953 a 1955 va ser director de l'Albany Museum Herbarium (GRA) a Grahamstown, on va estudiar les brassicàcies (Brassicaceae) sud-africanes per a la flora de l'Àfrica Austral. Va realitzar viatges de recol·lecció a la província del Cap Sud-occidental, Natal, Lesotho, Transkei, Pondoland, Griqualand East i altres localitats. Va recol·lectar més de 1.500 exemplars conjuntament amb Van der Schijff al Parc Nacional Kruger i amb Bernard de Winter al nord del sud-oest d'Àfrica.

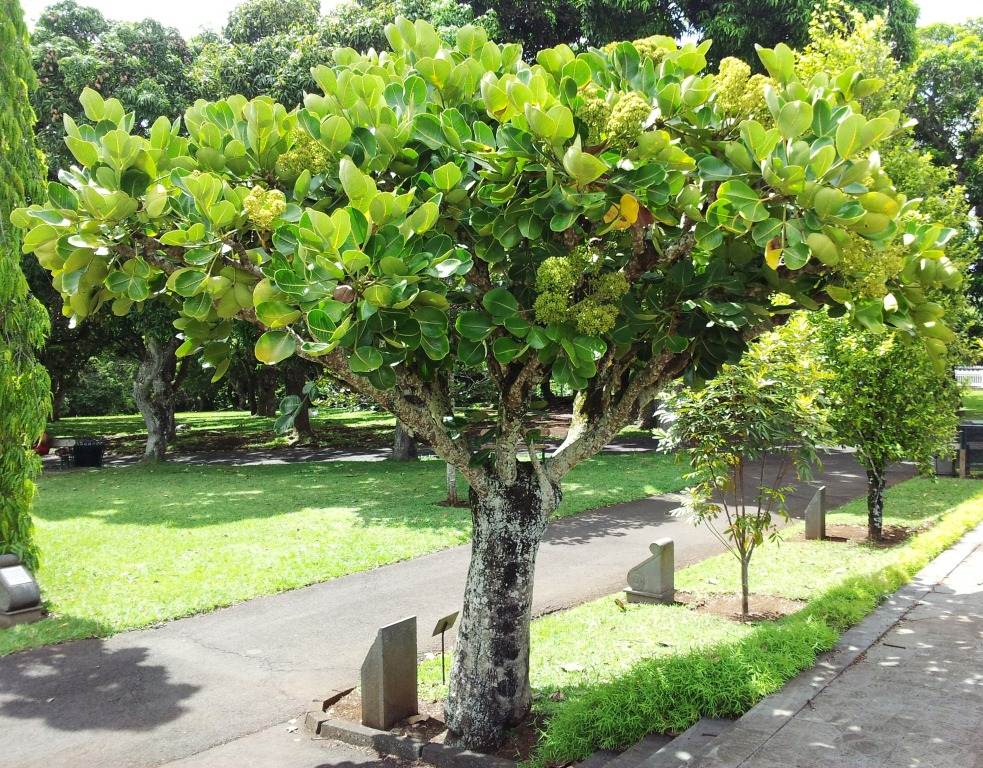
Polyscias maraisiana

Va ser l'oficial d'enllaç sud-africà a Kew Gardens (1957-1965). Després va treballar en el comerç de vivers abans d'incorporar-se al personal permanent de l'herbari de Kew, l'any 1968, inicialment com a oficial científic sènior i més tard com a oficial científic principal. El 1970 va esdevenir comissari de les monocotiledònees lilioides.
A Kew va col·laborar i va editar la Flore des Mascareignes; va escriure el relat de Tulipa per a la Flora de Turquia i Romulaea per a Flora Europaea. Va recol·lectar a Turquia i a Illa de la Reunió.
Una de les seves contribucions més inusuals va ser la identificació de Pilea peperomioides, la 'planta de diners xinesa', i va mantenir una planta a l'ampit de la finestra del seu despatx.
Es va jubilar anticipadament de Kew el 1986 a causa de l'artritis. Va viure a Lasvaux, Casilhac a França on va morir, el 27 de gener de 2013, en una residència d'avis a Martèl.
Crotalaria damarensis Engl. var. maraisiana Torre, Heliophila maraisiana Al-Shehbaz & Mummenhoff, i Polyscias maraisiana Lowry & G.M.Plunkett van rebre el seu nom.

## Publicacions seleccionades
- The Proposed flora of Southern Africa. (1958). Marais, Wessel. Memorias da Sociedade Broteriana. Coimbra 13:51-52.
- Notes on South African Cruciferae. Marais, W. (1966). Bothalia 9:97-112
- New and interesting records of African plants: Cruciferae: a new combination in Silicularia. (1969). Marais, Wessel. Bothalia, 10:70.
- Cruciferae. In L.E. Codd, B.D. Winter, D.J.B. Killick & H.B. Rycroft (Editors). (1970). Flora of Southern Africa 13:1-118
- Taxonomic Notes on Romulea (Iridaceae) from the Mediterranean Region. (1975). Kew Bulletin, 30(4), 707-708. doi:10.2307/4102915
- A New Mascarene Sesuvium (Aizoaceae). Marais, W. (1978). Kew Bulletin, 32(2), 483-483. doi:10.2307/4117120
- A New Combination in Nesogenes (Dicrastylidaceae). Marais, W. (1979). Kew Bulletin, 33(3), 420-420. doi:10.2307/4110141
- Savannosiphon gen. nov., a segregate of Lapeirousia (Iridaceae - ixioideae). (1979). Goldblatt, Peter; Marais, Wessel. Annals of the Missouri Botanical Garden 66:845-850
- Notes on Tulipa (Liliaceae). Marais, W. (1980). Kew Bulletin, 35(2), 257–259. doi:10.2307/4114569
- A New Species of Pleurostylia (Celastraceae) from Rodrigues. Marais, W. (1981). Kew Bulletin, 36(2), 229–230. doi:10.2307/4113607
- Notes on Mascarene Araliaceae. Marais, W. (1984). Kew Bulletin 39: 809-816
- Notes on Aristea (Iridaceae) in East Africa. Marais, W. (1987). Kew Bulletin, 42(4), 932-932. doi:10.2307/4109940